# 手話落語
手話落語（しゅわらくご）は、手話を用いて演じる落語の総称である。

## 沿革
創始者は4代目桂福団治。自身が一時的に発声障害に見舞われたことをきっかけに聴覚障害者の楽しめる落語を作ることを思いつき、実践を始めた。その後バリアフリー社会の進展に伴う手話の普及に付随して広まった。

## 特徴
主な対象は聴覚障害者であるが、健常者も一緒に楽しめるようになっている。手話落語では、演者は手話を用い、基本的に自分では口を使わない。しかし、手話のわからない健常者向けに通訳が入る場合が多い。通常の落語でよく用いる語呂合わせなどの手法は取り入れるのが難しいため、もっぱら小噺をメインに据えた高座になることが多い。また、落語には手話にない単語が登場することも多く、その分工夫が求められる。

## 現状
現在、落語家の中で手話落語に取り組んでいるものはごく僅かである。メインの活動者はアマチュア落語家であるといっていい。また、発表の舞台も主として福祉関係の集会など、非常に限られている。
音声日本語における落語は高い芸術性が広く社会で認められているが，手話落語は発表の機会が限られているゆえに音声落語のような評価を受けているとは言えない状況。

## 主な実践者
- 林家とんでん平
- 2代目古今亭圓菊
- 4代目桂福團治
- 古今亭菊千代
- 立川志ら門
- 楽福亭あんみつ
- デフ一福
- 福団治亭くいだおれ
- 宇宙亭一門（福團治の手話落語の一門）